# Władysław Dajewski
Władysław Dajewski (ur. 4 czerwca 1891 we Lwowie, zm. 5 stycznia 1972 w Krakowie) – polski nauczyciel.

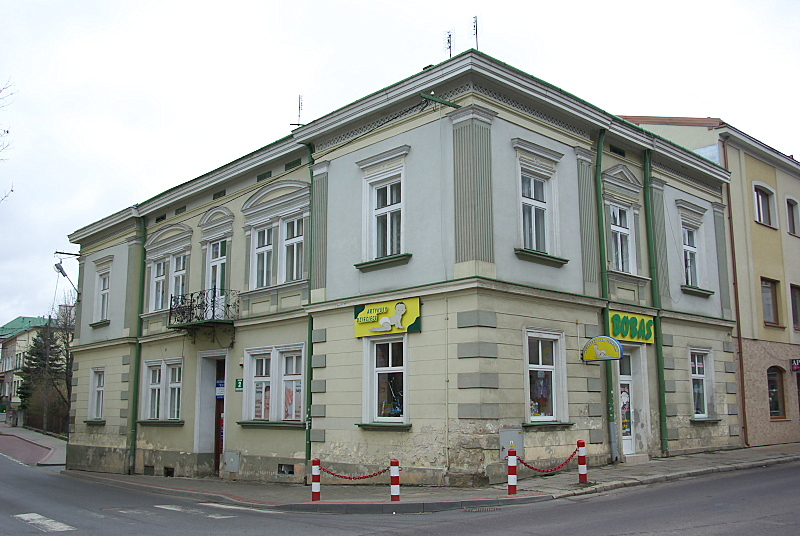
Kamienica przy ul. Henryka Sienkiewicza 2 w Sanoku

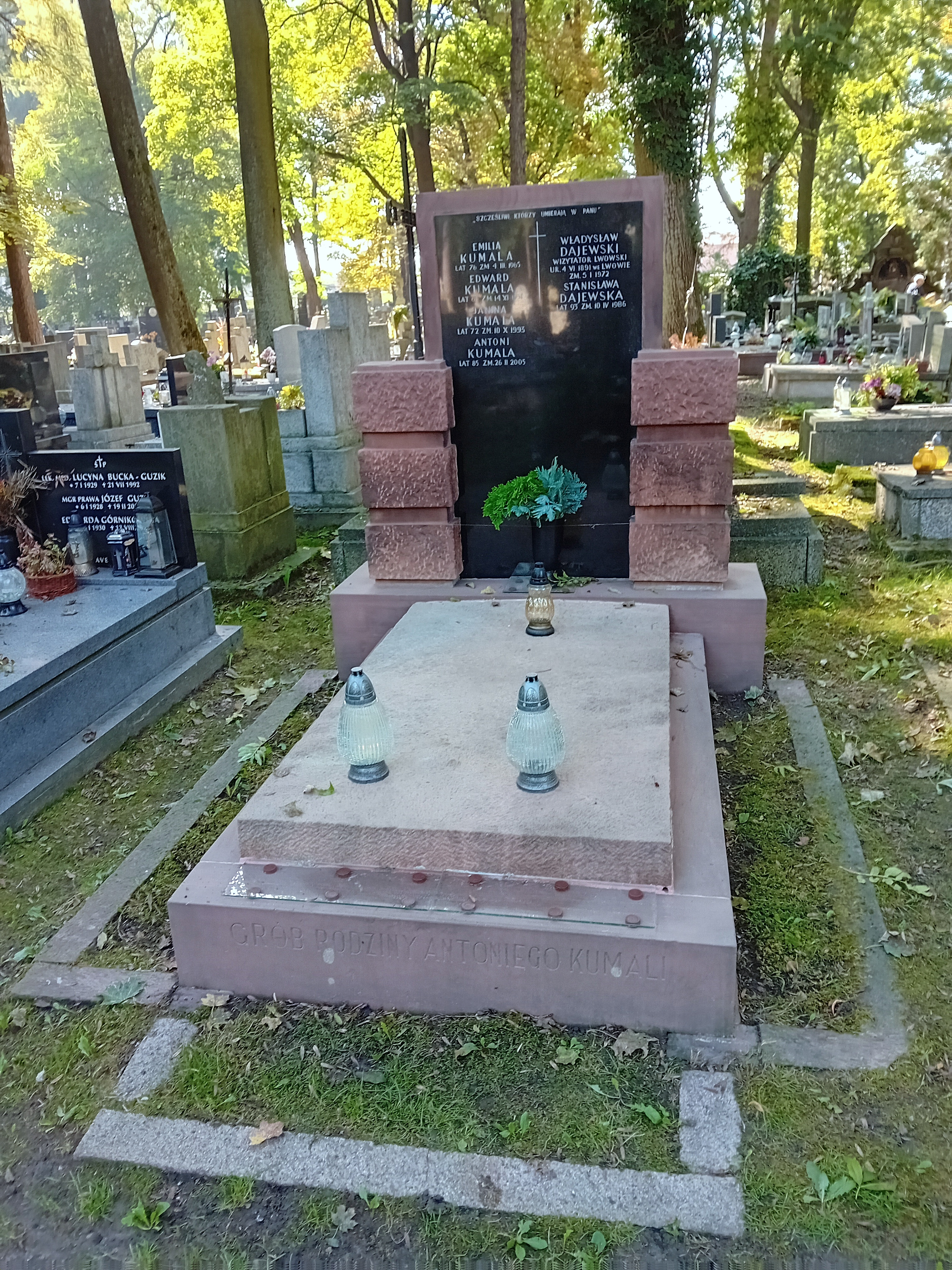
Grobowiec Władysława Dajewskiego

## Życiorys
Urodził się 4 czerwca 1891 we Lwowie. W 1909 zdał egzamin dojrzałości w C. K. VIII Gimnazjum we Lwowie (w jego klasie byli Tadeusz Kuczyński, Zygmunt Manowarda). Od 1910 do 1914 odbył studia polonistyczne na Wydziale Filozoficznym Uniwersytetu Lwowskiego pod kierunkiem prof. Wilhelma Bruchnalskiego. Podczas studiów w 1910 był stypendystą Zakładu Narodowego im. Ossolińskich będąc praktykantem Biblioteki tegoż (wówczas stypendystą był także Juliusz Zaleski).
Po wybuchu I wojny światowej w 1914 znalazł się w Brnie, gdzie działał w redakcji dziennika „Galicyjskie Wiadomości”, stanowiącego pismo dla polskich uchodźców. Na przełomie 1916/1917 został wcielony do c. i k. armii. Wyreklamowany z jej szeregów przez Radę Szkolną Krajową w 1918 został przeniesiony ze Szkoły Realnej w Żywcu do C. K. Gimnazjum w Sanoku, w którym rozpoczął pracę 1 lutego 1918. Po odzyskaniu przez Polskę niepodległości w okresie II Rzeczypospolitej pozostawał nauczycielem w Państwowym Gimnazjum im. Królowej Zofii w Sanoku. Po wojennej zawierusze podjął się uporządkowania szkolnej biblioteki, która w 1928 stanowiła największy księgozbiór w powiecie sanockim. W szkole uczył języka polskiego, języka łacińskiego, propedeutyki filozofii, był zawiadowcą biblioteki nauczycielskiej i dla młodzieży. Od 20 marca do 31 maja 1923 przebywał na urlopie dla poratowania zdrowia. Z racji swoich wysokich manier i dbałości o wygląd zyskał wśród uczniów sanockiego gimnazjum przydomek arbiter elegantiarum. W sprawozdaniu szkolnym sanockiego gimnazjum z 1928 opublikował rozprawę naukową pt. Grzegorz z Sanoka. W Sanoku był założycielem i kierownikiem księgarni, otwartej w 1928 i działającej w kamienicy przy ul. Tadeusza Kościuszki. Ponadto w mieście prowadził odczyty, kierował biblioteką Towarzystwa „Kasyno”. 20 lipca 1929 otrzymał urlop całoroczny celem pełnienia funkcji kierownika Miejskiego Prywatnego Seminarium Nauczycielskiego Żeńskiego w Sanoku (Instytut Nauk Wychowawczych) i sprawował ją do 1930. W 1930 był członkiem państwowej komisji egzaminacyjnej dla Państwowego Gimnazjum w Brzozowie. 26 października 1919 został wybrany sekretarzem sanockiego koła Towarzystwa Nauczycieli Szkół Wyższych. 29 stycznia 1922 został wybrany zastępcą sekretarza sanockiego koła Towarzystwa Nauczycieli Szkół Średnich i Wyższych. Był członkiem sekcji tej organizacji w Sanoku do 1929, gdy zorganizował sekcję Związku Nauczycielstwa Polskiego w Sanoku, a następnie także sekcje nauczycieli szkół średnich ZNP w Brzozowie i Krośnie. Został prezesem powstałego 1 grudnia 1929 oddziału w Sanoku Związku Zawodowego Nauczycielstwa Polskich Szkół Średnich. W Sanoku zamieszkiwał w kamienicy przy ulicy Henryka Sienkiewicza 2.
Rozporządzeniem z 5 czerwca 1930 minister wyznań religijnych i oświecenia publicznego Sławomir Czerwiński powierzył Władysławowi Dajewskiemu pełnienie obowiązków okręgowego wizytatora szkół w Kuratorium Okręgu Szkolnego Lwowskiego z dniem 1 sierpnia 1930. Jednocześnie w tym samym roku jako profesor szkolny został przeniesiony do Seminarium Nauczycielskiego Żeńskiego w Przemyślu. Pod koniec 1932 został członkiem Komisji Dyscyplinarnej dla Urzędników i Niższych Funkcjonariuszów Państwowych przy KOSL. Funkcję wizytatora pełnił do 21 lipca 1933. Jesienią 1933 został przeniesiony jako profesor do Państwowego Gimnazjum im. ks. Piotra Skargi w Rohatynie, w którym sprawował stanowisko dyrektora do 1937, gdy został przeniesiony na równorzędne stanowisko dyrektora VI Państwowego Gimnazjum im. Stanisława Staszica we Lwowie, po czym dekretem z 31 sierpnia 1937 powierzono mu pełnienie obowiązków kuratora szkół w KOSL. Funkcję wizytatora KOSL pełnił do 1939. Publikował w Dzienniku Urzędowym Kuratorium Okręgu Szkolnego Lwowskiego i był redaktorem tego periodyku.
Po wybuchu II wojny światowej na przełomie 1939/1940 był nauczycielem w sowieckiej szkole we Lwowie. Później był zatrudniony w firmie Gallikol do 1944. Na przełomie 1944/1945 zaangażował się w tajne nauczanie w Grabnie. Po wojnie w okresie PRL był nauczycielem w liceach ogólnokształcących w Krakowie, pełniąc także stanowisko dyrektora. Od 1946 do 1951 uczył języka polskiego w II Liceum Ogólnokształcącym im. Króla Jana III Sobieskiego w Krakowie. W latach 50. pracował w X Liceum Ogólnokształcącym im. Komisji Edukacji Narodowej w Krakowie. Zamieszkiwał wówczas przy ulicy Pędzichów 11 w Krakowie.
Za działalność w Polskim Czerwonym Krzyżu został odznaczony odznaką honorową PCK i otrzymał dyplom. Był żonaty ze Stanisławą (zm. 1986).
Zmarł 5 stycznia 1972 w Krakowie po długiej i ciężkiej chorobie. Został pochowany na cmentarzu Rakowickim w Krakowie 8 stycznia 1972 (kwatera XIIA, rząd północny, miejsce 22).

## Publikacje
- Tablice Ludoznawcze (1933/1937, współautor: Seweryn)[1]
- Stroje ludowe. Budownictwo ludowe. Praca ludu[41]
- Śladami wielkich mówców. Z teorii i praktyki wygłaszania przemówień (1970)[42]